# تایکا وایتیتی
تایکا دیوید کوهن (انگلیسی: Taika David Cohen؛ زادهٔ ۱۶ اوت ۱۹۷۵) مشهور به تایکا وایتیتی، کارگردان، تهیه کننده، بازیگر، صدا پیشه، نویسنده و کمدین نیوزیلندی است. او بابت کارگردانی فیلم‌های کمدی غیرمعمول شناخته شده‌است و فعالیت خود را در مقام صداپیشه و تهیه‌کننده در پروژه‌های متعددی گسترش داده‌است. او جوایز گوناگونی شامل یک جایزه اسکار، یک جایزه فیلم بفتا و یک جایزه گرمی برنده شده و همچنین دو بار نامزد جایزه امی ساعات پربیننده بوده‌است. مجله تایم او را یکی از ۱۰۰ فرد تأثیرگذار جهان در سال ۲۰۲۲ معرفی کرد.
فیلم‌های بلند او، پسر (۲۰۱۰) و شکار انسان‌های سرگردان (۲۰۱۶)، هر یک در میان پرفروش‌ترین فیلم‌های نیوزیلند قرار دارند. وایتیتی در سال ۲۰۰۳ با فیلم کوتاه دو ماشین، یک شب نامزد جایزه اسکار بهترین فیلم کوتاه شد. او در سال ۲۰۱۴ نویسندگی، کارگردانی و بازیگری فیلم کمدی ترسناک آنچه در تاریکی انجام می‌دهیم را همراه با جامین کلمنت، که در سال ۲۰۱۹ به مجموعهٔ تلویزیونی به همین نام اقتباس شد، را بر عهده داشت. این مجموعه نامزد دریافت جایزه امی ساعات پربیننده در رشتهٔ بهترین مجموعه کمدی شد.
از دیگر آثار کارگردانی او می‌توان به فیلم‌های ابرقهرمانی ثور: رگناروک (۲۰۱۷) و ثور: عشق و آذرخش (۲۰۲۲) و همچنین فیلم کمدی سیاه جوجو خرگوشه (۲۰۱۹) اشاره کرد که در آخرین مورد نیز نقش نسخه خیالی آدولف هیتلر را بازی کرد. جوجو خرگوشه نامزد شش جایزه در مراسم اسکار را شد که در میان این نامزدی‌ها برنده بهترین فیلم‌نامه اقتباسی شد. وایتیتی همچنین برای تهیهٔ موسیقی متن این فیلم یک جایزهٔ گرمی دریافت کرد.
در تلویزیون، وایتیتی مشترکاً ساخت مجموعهٔ کمدی-درام سگ‌های ولگرد را بر عهده داشت. او همچنین قسمتی را برای مجموعهٔ مندلورین کارگردانی کرد و در آن به صداپیشگی پرداخت که برایش بار دیگر نامزد جایزه امی ساعات پربیننده شد.

## زندگی شخصی
وایتیتی ده سال با بازیگر و نویسنده نیوزیلندی لورن هورسلی رابطه داشت. او در نخستین تجربهٔ کارگردانی وایتیتی عقاب در برابر کوسه بازی کرد و نویسندهٔ مشترک این فیلم بود. وایتیتی در سال ۲۰۱۱ با تهیه‌کننده نیوزیلندی، چلسی وینستنلی ازدواج کرد. آنها دو دختر دارند. او و وینستنلی در سال ۲۰۱۸ از هم جدا شدند. وایتیتی از سال ۲۰۲۱ با خواننده بریتانیایی، ریتا اورا در ارتباط است. آن‌ها در اوت ۲۰۲۲ ازدواج کردند.

## فیلم‌شناسی

### کارگردانی
| سال  | عنوان                       |
| ---- | --------------------------- |
| ۲۰۰۷ | عقاب در برابر کوسه          |
| ۲۰۱۰ | پسر                         |
| ۲۰۱۴ | آنچه در تاریکی انجام می‌دهیم |
| ۲۰۱۶ | شکار انسان‌های سرگردان       |
| ۲۰۱۷ | ثور: رگناروک                |
| ۲۰۱۹ | جوجو خرگوشه                 |
| ۲۰۲۲ | ثور: عشق و آذرخش            |
| ۲۰۲۳ | هدف بعدی پیروزی است         |
| ۲۰۲۴ | کلارا و خورشید              |

### سینما
| سال  | عنوان                    | کارگردان            | نقش           |
| ---- | ------------------------ | ------------------- | ------------- |
| ۲۰۰۷ | عقاب در برابر کوسه       | تایکا وایتیتی       | گوردون        |
| ۲۰۱۰ | پسر                      | تایکا وایتیتی       | الامِین        |
| ۲۰۱۱ | گرین لنترن               | مارتین کمبل         | توماس کالماکو |
| ۲۰۱۷ | ثور: رگناروک             | تایکا وایتیتی       | کورگ          |
| ۲۰۱۹ | انتقام‌جویان: پایان بازی  | جو روسو آنتونی روسو | کورگ          |
| ۲۰۱۹ | جوجو خرگوشه              | تایکا وایتیتی       | آدولف هیتلر   |
| ۲۰۲۱ | گای آزاد                 | شاون لوی            | آنتوان        |
| ۲۰۲۱ | زندگی الکتریکی لوئیس وین | ویل شارپ            | مکس کیس       |
| ۲۰۲۱ | رالف را نجات دهید        | اسپنسر ساسر         | رالف          |
| ۲۰۲۱ | جوخه انتحار              | جیمز گان            | پدر شکارچی‌موش |
| ۲۰۲۲ | لایت‌یر                   | آنگوس مک‌لین         | موریسون       |
| ۲۰۲۲ | ثور: عشق و آذرخش         | تایکا وایتیتی       | کورگ          |

### تلویزیون
| سال  | عنوان            | کارگردان                 | نقش   |
| ---- | ---------------- | ------------------------ | ----- |
| ۲۰۱۹ | ریک و مورتی      | دان هارمون جاستین رویلند | گلوتی |
| ۲۰۱۹ | مندلورین         | جان فاورو                | گروگو |
| ۲۰۲۱ | چه می‌شود اگر...؟ | برایان اندروز            | کورگ  |
| ۲۰۲۳ | سیمپسون ها       | مت گرینیگ                | خودش  |